# Романенко, Виктор Дмитриевич
Ви́ктор Дми́триевич Романе́нко (30 ноября 1930, Чернигов — 7 марта 2023) — советский и украинский учёный в области гидробиологии, гидроэкологии, экологической физиологии водных животных, академик НАН Украины, профессор, доктор биологических наук, директор Института гидробиологии НАН Украины. Автор более 380 научных публикаций, в том числе 21 монографии.

## Биография
Родился 30 ноября в Чернигове в семье учителей. В 1948 году поступил, а в 1954 году окончил Киевский ветеринарный институт. В студенческие годы начал свои первые научные исследования в области ветеринарной медицины. Защитив диплом, поступил в аспирантуру кафедры хирургии Киевского ветеринарного института. В 1959 году успешно защитил кандидатскую диссертацию.
С 1960 по 1963 год работал в научно-организационном отделе Президиума АН УССР. С 1963 года перешёл на работу в Институт физиологии им. А. А. Богомольца. В 1968 году на Объединённом учёном совете биологических наук при АН УССР защитил докторскую диссертацию по специальности «физиология человека и животных». С 1972 года перешёл работать в Институт гидробиологии АН УССР и возглавил отдел экологической физиологии водных животных. В 1979—2016 гг — директор этого института.
В 1989―1991 годах избран Народным депутатом СССР от профессиональных союзов СССР и заместителем Председателя Комитета Верховного Совета СССР по вопросам экологии и рационального использования природных ресурсов.
Был президентом Гидроэкологического общества Украины, главным редактором «Гидробиологического журнала» и его англоязычного издания (Hydrobiological Journal, USA).
Был председателем диссертационного совета Института гидробиологии НАН Украины по защите докторских и кандидатских диссертаций по специальностям «гидробиология» и «ихтиология».
Скончался 7 марта 2023 года. Похоронен на Байковом кладбище.

## Награды
- Заслуженный деятель науки и техники Украины (1991).
- Государственная премия Украины в области науки и техники (1995, 2004).
- Премия НАН Украины им. В. Я. Юрьева (1984).
- Премия НАН Украины имени. И. Шмальгаузена (2002).
- Премия академий наук Украины, Беларуси и Молдовы (2014).
- Орден «Знак Почета» (1980),
- Орден Дружбы народов (1986),
- Почётная грамота Верховной Рады Украины (2005),
- Орден князя Ярослава Мудрого V степени (2015).

## Научная деятельность
Широкое признание получили труды В. Д. Романенко по разработке научных основ и концептуальных подходов к экологической оценки воздействия гидротехнического строительства на водные объекты, качество воды и биопродуктивность, создание системы экологической классификации качества поверхностных вод. Им впервые сформулированы основные понятия гидроэкологии как науки, которая объединила экологические и биологические подходы в исследовании водных экосистем. В области экологической физиологии водных животных. Д. Романенко были раскрыты метаболические механизмы адаптации водных животных к физико-химических факторов водной среды. Практическим результатом его исследований стала разработка научных основ управления биопродуктивностью природных и искусственных водных экосистем, которые являются основой развития основ экспериментальной гидробиологии и аквакультуры.
Виктором Дмитриевичем основана и сформирована научная школа экофизиологов водных животных, которая сделала существенный вклад в развитие фундаментальных и прикладных исследований пресноводных экосистем. Под его научным руководством подготовлено более 20 кандидатов и докторов наук.

## Важнейшие научные работы
1. Физиология кальциевого обмена. Д. Романенко. — Киев: Науz. мысль, 1975. — 171 с. — рус. — Библиогр.: с. 149—169.
2. Печень и регуляция межуточного обмена: (млекопитающие и рыбы). Д. Романенко. — Киев: Наук. мысль, 1978. — 184 с. — рус. — Библиогр.: 688 названий. — В надзаг.: ИГБ АН УССР.
3. Кальций и фосфор в жизнедеятельности гидробионтов / В. Д. Романенко, А. М. Арсан,.Д. Соломатина; Отв. ред. Л. П. Брагинский. — Киев: Наук. мысль, 1982. — 152 с. — рус. — Библиогр.: с. 132—151. — В надзаг.: АН УССР. Ин-т гидробиологии.
4. Эколого-физиологические основы тепловодного рыбоводства / У. Д. Романенко; Ред. П. С. Волк; Рец.: М. Ф. Поливанная, А. Г. Кафтанникова. — Киев: Наук. мысль, 1983. — 140с. — рус. — Библиогр.: с. 127—139. — В надзаг.: АН УССР. ИГБ.
5. Механизмы температурной акклимации рыб / В. Д. Романенко, А. М. Арсан,.Д. Соломатина. — Киев: Наук. мысль, 1991. — 192 с. — рус. — Библиогр.: с. 170—189.
6. Комплексная оценка экологического состояния бассейна Днепра / В. Д. Романенко, Н. Ю. Евтушенко, П. М. Линник. — К.: ИГБ НАН Украины, 2000. — 102 с. — укр. — Библиогр.: с. 99-100 (21 название).
7. Идентификация и оценка источников загрязнения водных объектов («горячих точек») в бассейне Днепра на территории Украины / В. Д. Романенко, С. А. Афанасьев, А. Г. Васенко и др.; Рец. д. бы. н., проф. А. М. Арсан и др. — Киев: Полиграф Консалтинг, 2004. — 282 с. — рус.
8. Гидробиологические исследования континентальных водоемов в Национальной Академии наук Украины (к 90-летию НАН Украины). Д. Романенко, С. А. Афанасьев, В. И. Юришинець и др. и За ред. В. Д. Романенко. — К.: СПД Москаленко Е. М., 2008. — 264 с.
9. Природные и искусственные биоплато. Фундаментальные и прикладные аспекты / В. Д. Романенко, Ю. Г. Крот, Т. Я. Киризій и др. — К.: Научная мысль, 2012. — 111с.